# カール・フレデリック・ロイテルスワルト

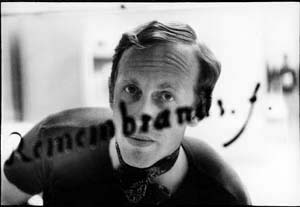
1964年、エルリング・マンデルマン撮影。

カール・フレデリック・ロイテルスワルト（Carl Fredrik Reuterswärd、1934年6月4日 – 2016年5月3日）は、スウェーデンの彫刻家、画家。
彼は1951年からフランス・パリでフェルナン・レジェに師事、1965年から1969年までストックホルムの美術アカデミーで絵画の教授を務めた。 1974年、アメリカ合衆国ミネソタ州ミネアポリスのミネアポリス芸術学校客員教授を務めた。 1986年に芸術面の功績を称えられ、スウェーデン王室からプリンス・エウシェン・メダルを授与された。 
アメリカ・ニューヨークにある国連本部ビル屋外に展示されている、『発射不能の銃』と呼ばれる、結び目で銃口が閉ざされたリボルバーを表した彫刻作品で知られている。この作品は、ドイツ・ベルリン、スウェーデン・ストックホルム、ヨーテボリ、マルメ、ルンド、ボロース、フランス・カーン、ルクセンブルク・キルヒベルクにも展示されている。
2016年5月3日に、スウェーデン・ランツクルーナの病院にて、81歳で肺炎により死去した。

## 画像

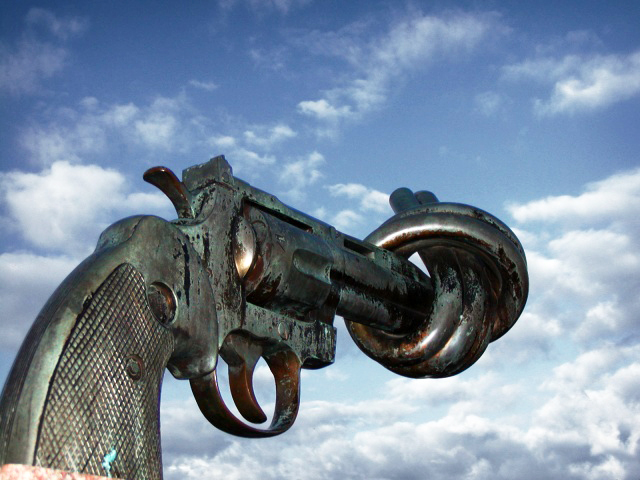
スウェーデン・マルメにある像
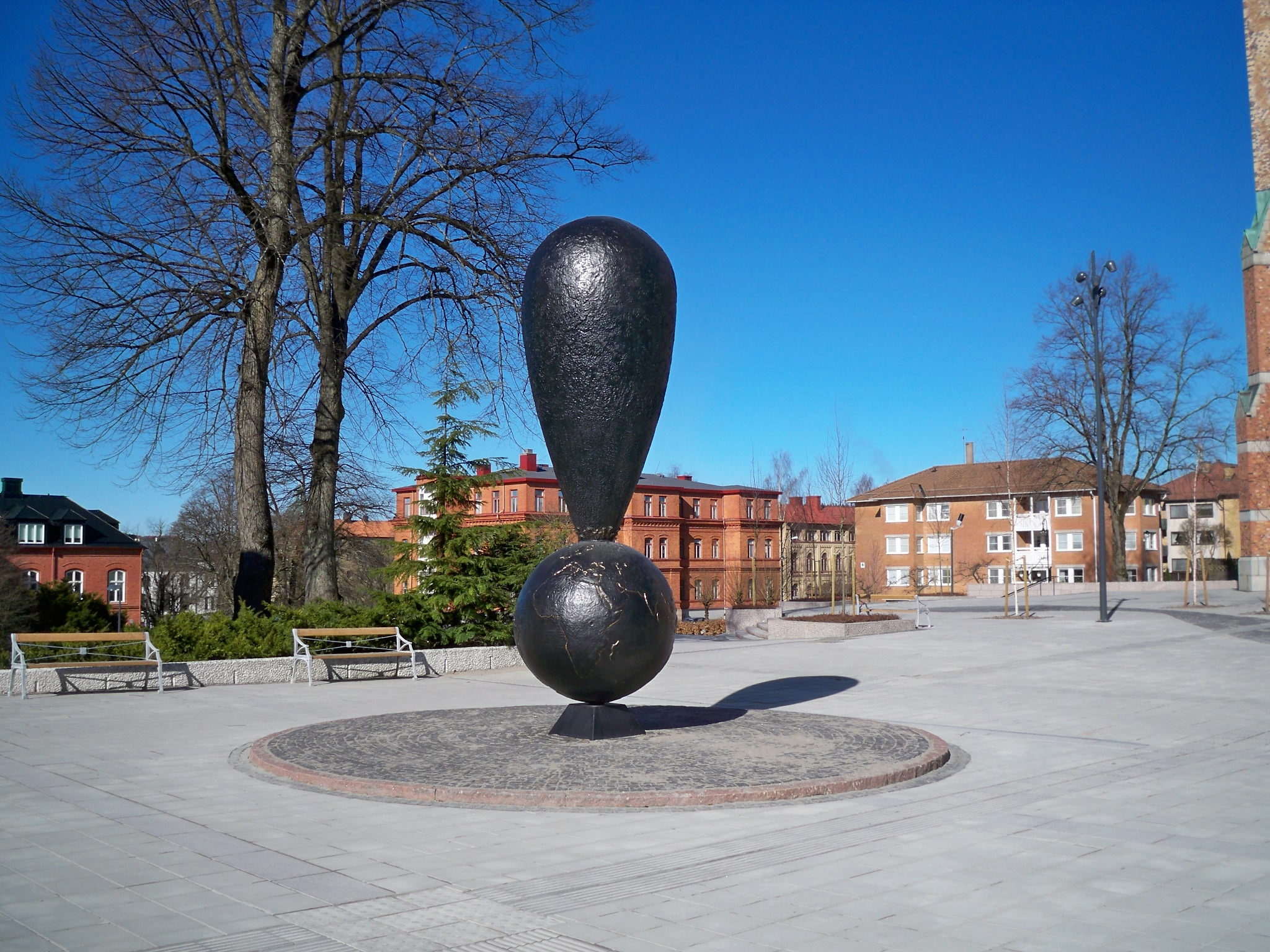
2011年11月25日にスウェーデンのボロースで展示されたブロンズ彫刻「地球を大切に」（Varräddomjorden、Take Care of the Earth）

## 自伝
- 1988： Titta、jagärosynlig！ 、Gedins、 Natur＆Kulturにより再発行、2000年ISBN 91-7964-033-8
- 1996： Alias Charlie Lavendel 1952-61 、Natur＆KulturISBN 91-7964-226-8
- 2000年：祝日休業：メモ係、Natur＆KulturISBN 91-27-08057-9